# David Lowery (piłkarz)
David Lowery (ur. 20 stycznia 1984) – piłkarz z Turks i Caicos grający na pozycji napastnika, reprezentant Turks i Caicos, grający w reprezentacji w 2008 roku.

## Kariera klubowa
Lowery karierę klubową rozpoczynał w 2000 roku w angielskim klubie South Shields FC (10. liga), w którym to grał przez dwa sezony. Następnie przeniósł się do klubu z siódmej ligi – Gateshead FC, w którym grał jeden sezon. Później przeniósł się na Turks i Caicos do lokalnego klubu SWA Sharks, w którym gra do dzisiaj.

## Kariera reprezentacyjna
David Lowery rozegrał w reprezentacji dwa oficjalne spotkanie podczas eliminacji do MŚ 2010. W pierwszym spotkaniu, jego ekipa u siebie podejmowała drużynę Saint Lucia. Turks i Caicos wygrało ten mecz 2−1. W 90. minucie zmienił go Lagneau Brumvert. W drugim meczu jego ekipa ponownie rywalizowała z reprezentacją Saint Lucia, tym razem przegrywając 0-2.

## Mecze w reprezentacji
| Lp. | Data          | Miejsce        | Sędzia główny     | Gospodarz      | vs | Gość           | Wynik | Uwagi          |
| --- | ------------- | -------------- | ----------------- | -------------- | -- | -------------- | ----- | -------------- |
| 1.  | 6 lutego 2008 | Providenciales | Alfredo Whittaker | Turks i Caicos | –  | Saint Lucia    | 2:1   | el. do MŚ 2010 |
| 2.  | 26 marca 2008 | Vieux Fort     | Mark Forde        | Saint Lucia    | –  | Turks i Caicos | 2:0   | el. do MŚ 2010 |